# Knechtsand (Schiff)
Die Knechtsand ist ein Öl- und Schadstoffbekämpfungsschiff. Eigner des Schiffes ist die Freie Hansestadt Bremen. Bereedert wird das Schiff von der Bugsier-, Reederei- und Bergungsgesellschaft (Niederlassung Bremerhaven).
Das Schiff wurde bei den MWB Motorenwerken in Bremerhaven gebaut. Die Kiellegung fand am 16. Juni 1993, der Stapellauf am 16. Mai 1994 statt. Die Fertigstellung erfolgte im September 1994.
Die Knechtsand ist als Katamaran gebaut. Sie wird von zwei Zwölfzylinder-Viertaktdieselmotoren des Herstellers Deutz MWM Motoren-Werke Mannheim mit einer Leistung von je 430 kW angetrieben. Die beiden Motoren wirken auf je einen Propeller. Für die Stromversorgung befinden sich zwei Generatoren mit je 125 kVA Scheinleistung an Bord.
Zur Öl- und Schadstoffbekämpfung verfügt das Schiff über einen 10 m breiten Skimmer, der zwischen den beiden Rümpfen angebracht ist. Über den Skimmer können bis zu 800 m³ Öle oder Chemikalien pro Stunde von der Wasseroberfläche aufgenommen werden und in die bordeigenen Tanks gepumpt werden. Die Tanks haben ein Volumen von 400 m³, wovon 65 m³ für Chemikalien und 335 m³ für Öle vorgesehen sind.
Eingesetzt wird das Schiff, das für den Einsatz in küstennahen Gewässern zugelassen ist, vom Havariekommando in Cuxhaven. Im Rahmen von internationalen Übereinkommen wie dem Übereinkommen zur Zusammenarbeit bei der Bekämpfung der Verschmutzung der Nordsee durch Öl und andere Schadstoffe (Bonn-Agreement) bzw. dem Übereinkommen zum Schutz der Meeresumwelt des Ostseegebietes (HELCOM) kann das Schiff bei Öl- oder Schadstoffunfällen auch von anderen Staaten angefordert werden.
Benannt ist das Schiff nach Sandbänken vor der Weser- und Elbemündung, die den Namen Knechtsand tragen.